# Bataille de Crannon
Guerre lamiaque
Batailles
siège de Lamia ; bataille d'Amorgos ; bataille des Échinades ; bataille de Mélité (en) ; bataille de Crannon
La bataille de Crannon oppose en août 322 av. J.-C., lors de la guerre lamiaque, les forces macédoniennes d'Antipater et Cratère à celles des rebelles grecs, menées par les Athéniens sous le commandement d'Antiphile et Ménon de Pharsale (en), près du village de Crannon en Thessalie. La victoire des Macédoniens convainc les Grecs à demander la paix.
Les événements de la bataille sont relatés par Diodore de Sicile dans la Bibliothèque historique d'après des sources antiques aujourd'hui perdues.

## Contexte historique
Après la mort d'Alexandre le Grand en juin 323 av. J.-C., son empire est laissé entre les mains de ses généraux, les Diadoques, qui en l'absence d'un héritier majeur et apte à régner (Alexandre IV n'est pas encore né et Philippe III est déficient mental), se voient confier les tâches administratives de l'empire. Perdiccas devient le chiliarque de l'empire et Cratère, le tuteur des rois. Mais des dissensions commencent à apparaître car les généraux d'Alexandre ont leurs ambitions personnelles. C'est dans ce contexte d'instabilité politique que les cités grecques, sous la contrainte de la Ligue de Corinthe depuis 337, et dans une volonté de retrouver leurs autonomies passées, se révoltent en créant une coalition, c'est le début de la guerre lamiaque. Les principaux instigateurs de cette rébellion sont les orateurs de l'Attique: Démosthène et Hypéride.
Les Macédoniens sont au début de la guerre en infériorité numérique en raison du fait que la majorité des troupes se trouvent en Asie, alors que Cratère est en route vers la Macédoine à la tête des vétérans démobilisés. De plus, les coalisés peuvent compter sur l'appui des mercenaires grecs, endurcis par les pillages en Asie, depuis leur démobilisation après les conquête d'Alexandre. Ils ont d'ailleurs un profond ressentiment envers la monarchie macédonienne qui ne leur a pas laissé la possibilité d'exercer leur métier.
Dès le début de la guerre, les Macédoniens sont victimes de plusieurs revers. Antipater se réfugie à Lamia après sa défaite aux Thermopyles et demande l'aide des armées d'Asie. À cet appel répondent Léonnatos et Cratère. C'est pendant le siège de Lamia, que les troupes d'Antipater sortent victorieuses de la défense de la cité contre Léosthène, qui meurt trois jours plus tard, des suites de ses blessures à la tête reçues par un jet de pierre. Le général grec est remplacé par Antiphile qui intercepte Léonnatos et le vainc près de Rhamnonte. Antipater, rejoint par les troupes de Cratère, prend donc le reste de l'armée de Léonnatos et fait face à Antiphile et Ménon de Pharsale (en) près du village de Crannon. L'armée grecque est en infériorité numérique à cause du départ de nombreux citoyens vers leurs foyers pour gérer des affaires personnelles.

## Déroulement
Les forces en présences sont importantes selon le récit de Diodore de Sicile. On dénombre 40 000 fantassins, 3 000 archers et frondeurs et 5 000 cavaliers du côté des Macédoniens contre 20 000 fantassins et 3 500 cavaliers thessaliens du côté des cités grecques.
Après des jours de provocations de la part des Macédoniens, les armées se rencontrent finalement au sud de Larissa près du village de Crannon. Le combat commence par une charge de la cavalerie thessalienne sur les flancs, commandée par Ménon de Pharsale (en), contre la cavalerie macédonienne. Antipater profite de ce que la cavalerie thessalienne est occupée pour engager le combat avec l'infanterie adverse qui est repoussée sur un terrain accidenté. L'infanterie grecque fuit sur une colline où elle tient à distance les Macédoniens. Malgré l'avantage de la cavalerie thessalienne, celle-ci voyant ses alliés reculer, vient rallier l'infanterie en difficultés, offrant la victoire aux Macédoniens.
Selon Diodore de Sicile, les pertes s’élèvent respectivement à 130 morts pour les Macédoniens et à 500 pour les Grecs.

## Conséquences
Cette défaite des Grecs est mineure si l'on prend en compte les pertes humaines, toutefois, Ménon de Pharsale (en) et Antiphile décident d'envoyer des ambassadeurs afin de négocier une trêve, donnant ainsi une grande importance à cette bataille. Antipater accepte l'envoi d'ambassadeurs à la condition d'échanger individuellement sur les termes de la trêve avec chaque cité. Devant le refus des Grecs, les cités sont investies par Antipater et Cratère, finissant une à une par signer des traités de paix plutôt cléments, laissant les Étoliens et les Athéniens livrés à eux-mêmes.
Une paix très sévère, ratifiée en septembre 322 avec l'accord de Démade et de Phocion, est imposée par le royaume de Macédoine à la cité d'Athènes. Elle implique la disposition d'une garnison dans le port du Pirée, le paiement d'un tribut de 2 000 drachmes et l'abolition de droits civiques à une partie de ses citoyens. De plus, la Macédoine fait en sorte que les négociations avec les cités ne soient plus faites sous la houlette de la Ligue de Corinthe mais avec leurs hérauts respectifs. Quant aux orateurs anti-macédoniens, Démosthène est contraint au suicide et Hypéride est exécuté juste après la signature des accords.

## Source antique
- Diodore de Sicile, Bibliothèque historique [détail des éditions] [lire en ligne], XVIII, 16-18.